# Jerzy Prochwicz
 Jerzy Prochwicz (ur. 1 lutego 1952 w Ząbkowicach Śląskich) – major Wojsk Ochrony Pogranicza i podpułkownik Straży Granicznej , doktor habilitowany, archiwista.

## Życiorys
Absolwent Uniwersytetu Wrocławskiego. W latach 1990–2000 kierował Archiwum Straży Granicznej .
W 1997 obronił dysertację doktorską w Wojskowym Instytucie Historycznym Akademii Obrony Narodowej. Autor publikacji z zakresu historii polskich formacji granicznych.
Rozprawę habilitacyjną na temat: „Wojska Ochrony Pogranicza 1945–1965. Wybrane problemy”, obronił w 2014 roku na Wydziale Historyczno-Socjologicznym Uniwersytetu w Białymstoku. Uzyskany stopień doktora habilitowanego nauk humanistycznych w zakresie historii, specjalność: historia XX wieku .

## Publikacje
- Jerzy Prochwicz, Andrzej Konstankiewicz, Jan Rutkiewicz: Korpus Ochrony Pogranicza 1924–1939. Barwa i Broń, 2003. ISBN 83-900217-9-4. Brak numerów stron w książce
- Marek Jabłonowski, Jerzy Prochwicz: Wywiad Korpusu Ochrony Pogranicza 1924–1939. Warszawa: Wydawnictwo ASPRA-JR, 2003. ISBN 83-88766-88-0. Brak numerów stron w książce
- Jerzy Prochwicz: Formacje Korpusu Ochrony Pogranicza w 1939 roku. Warszawa: Wydawnictwo Neriton, 2003. ISBN 83-88973-58-4. Brak numerów stron w książce
- Jerzy Prochwicz: Wojska Ochrony Pogranicza 1945–1965. Piotrków Trybunalski: Naukowe Wydawnictwo Piotrkowskie, 2011. ISBN 978-83-7726-027-2. Brak numerów stron w książce